# Eksklusion (film)
Eksklusion er en dansk dokumentarfilm fra 1997, der er instrueret af Mette-Ann Schepelern.

## Handling
Filmen handler om to unge danskere af anden etnisk oprindelse på en lang rejse med tog gennem Danmark, gennem deres liv og på vej mod en fremtid i et Danmark, der har svært ved at rumme unge med en kulturbaggrund, der ikke ligner den traditionelle.